# Біг-Ран (Пенсільванія)
Біг-Ран (англ. Big Run) — місто (англ. borough) в США, в окрузі Джефферсон штату Пенсільванія. Населення — 624 особи (2010).

## Географія
Біг-Ран розташований за координатами 40°58′15″ пн. ш. 78°52′39″ зх. д. / 40.97083° пн. ш. 78.87750° зх. д. (40.970724, -78.877430).  За даними Бюро перепису населення США в 2010 році місто мало площу 1,84 км², з яких 1,79 км² — суходіл та 0,05 км² — водойми.

## Демографія
Згідно з переписом 2010 року, у селищі мешкали 624 особи в 262 домогосподарствах у складі 175 родин. Густота населення становила 339 осіб/км².  Було 296 помешкань (161/км²).
Расовий склад населення:
| - 98,6 % — білих - 0,6 % — корінних американців |

До двох чи більше рас належало 0,8 %. Частка іспаномовних становила 0,3 % від усіх жителів.
За віковим діапазоном населення розподілялося таким чином: 23,7 % — особи молодші 18 років, 54,2 % — особи у віці 18—64 років, 22,1 % — особи у віці 65 років та старші. Медіана віку мешканця становила 41,4 року. На 100 осіб жіночої статі у селищі припадало 105,3 чоловіків;  на 100 жінок у віці від 18 років та старших — 105,2 чоловіків також старших 18 років.
Середній дохід на одне домашнє господарство  становив 55 956 доларів США (медіана — 41 917), а середній дохід на одну сім'ю — 60 851 долар (медіана — 43 750). Медіана доходів становила 40 625 доларів для чоловіків та 22 500 доларів для жінок. За межею бідності перебувало 6,6 % осіб, у тому числі 6,4 % дітей у віці до 18 років та 9,0 % осіб у віці 65 років та старших.
Цивільне працевлаштоване населення становило 336 осіб. Основні галузі зайнятості: освіта, охорона здоров'я та соціальна допомога — 28,0 %, виробництво — 27,7 %, будівництво — 7,4 %, роздрібна торгівля — 6,5 %.